# Thomas Nguyễn Văn Tân
Thomas Nguyễn Văn Tân (Đại Phước, 27 dicembre 1940 – Vĩnh Long, 17 agosto 2013) è stato un vescovo cattolico vietnamita.

## Biografia

### Infanzia e formazione
Thomas Nguyễn Văn Tân nacque il 27 dicembre 1940 nel comune di Đại Phước nel distretto di Càng Long della provincia di Trà Vinh, settimo e ultimo figlio di una famiglia di contadini profondamente cattolica.  Entrò nel seminario minore di Vĩnh Long nel 1953 e proseguì gli studi al Seminario Pontificio Pio X a Da Lat gestito dai gesuiti provenienti dalla Pontificia Università Gregoriana, acquisendo la licenza in teologia nel 1970.

### Ministero sacerdotale
Fu ordinato prete il 21 dicembre 1969 e in seguito fu inviato a Roma per completare gli studi frequentando la Pontificia Università Gregoriana e conseguendo il dottorato in teologia nel 1974.  Tornato in Vietnam, fu professore presso il seminario maggiore di Vĩnh Long fino al 1977. Tuttavia, dopo che il governo comunista del Vietnam del Nord, vincitore della guerra, ebbe riunificato il paese, il seminario fu chiuso e Nguyễn fu rinchiuso in un campo di rieducazione per 3 mesi. Quando fu rilasciato ne 1978, tornò ad insegnare in seminario nonostante la difficile situazione.

### Ministero episcopale
Il 10 maggio 2000 papa Giovanni Paolo II lo nominò vescovo coadiutore di Vĩnh Long. Ricevette l'ordinazione episcopale il 15 agosto dello stesso anno per l'imposizione delle mani del vescovo di Vĩnh Long Jacques Nguyễn Văn Mầu.
Succedette alla guida della diocesi il 3 luglio 2001. Durante il suo episcopato ebbe più volte a scontrarsi con le autorità civili a causa delle espropriazioni dei beni della chiesa.
Si dedicò con particolare attenzione alla buona formazione dei seminaristi e alla promozione delle vocazioni e contribuì allo sviluppo sociale investendo in infrastrutture per le fasce più povere della popolazione.
Quando nel 2006 il tifone Durian colpì le regioni meridionali del Vietnam, si adoperò per sollecitare le donazioni e organizzare gli aiuti necessari.
Morì improvvisamente il 17 agosto 2013 all'età di 72 anni.

## Genealogia episcopale
La genealogia episcopale è:
- Cardinale Scipione Rebiba
- Cardinale Giulio Antonio Santori
- Cardinale Girolamo Bernerio, O.P.
- Arcivescovo Galeazzo Sanvitale
- Cardinale Ludovico Ludovisi
- Cardinale Luigi Caetani
- Cardinale Ulderico Carpegna
- Cardinale Paluzzo Paluzzi Altieri degli Albertoni
- Papa Benedetto XIII
- Papa Benedetto XIV
- Papa Clemente XIII
- Cardinale Marcantonio Colonna
- Cardinale Giacinto Sigismondo Gerdil, B.
- Cardinale Giulio Maria della Somaglia
- Cardinale Carlo Odescalchi, S.I.
- Cardinale Costantino Patrizi Naro
- Cardinale Lucido Maria Parocchi
- Papa Pio X
- Papa Benedetto XV
- Papa Pio XII
- Cardinale Eugène Tisserant
- Papa Paolo VI
- Arcivescovo Angelo Palmas
- Vescovo Jacques Nguyễn Văn Mầu
- Vescovo Thomas Nguyễn Văn Tân